# Ateizm Derneği
Ateizm Derneği (Asociace ateistů) je turecká nezisková organizace založená na podporu ateismu v Turecku a slouží k podpoře lidí bez vyznání a volnomyšlenkářů v Turecku, kteří jsou na základě svých názorů diskriminováni. Ateizm Derneği sídlí v istanbulském Kadıköy, od roku 2019 je její předsedkyní Selin Özkohenová.

## Asociace

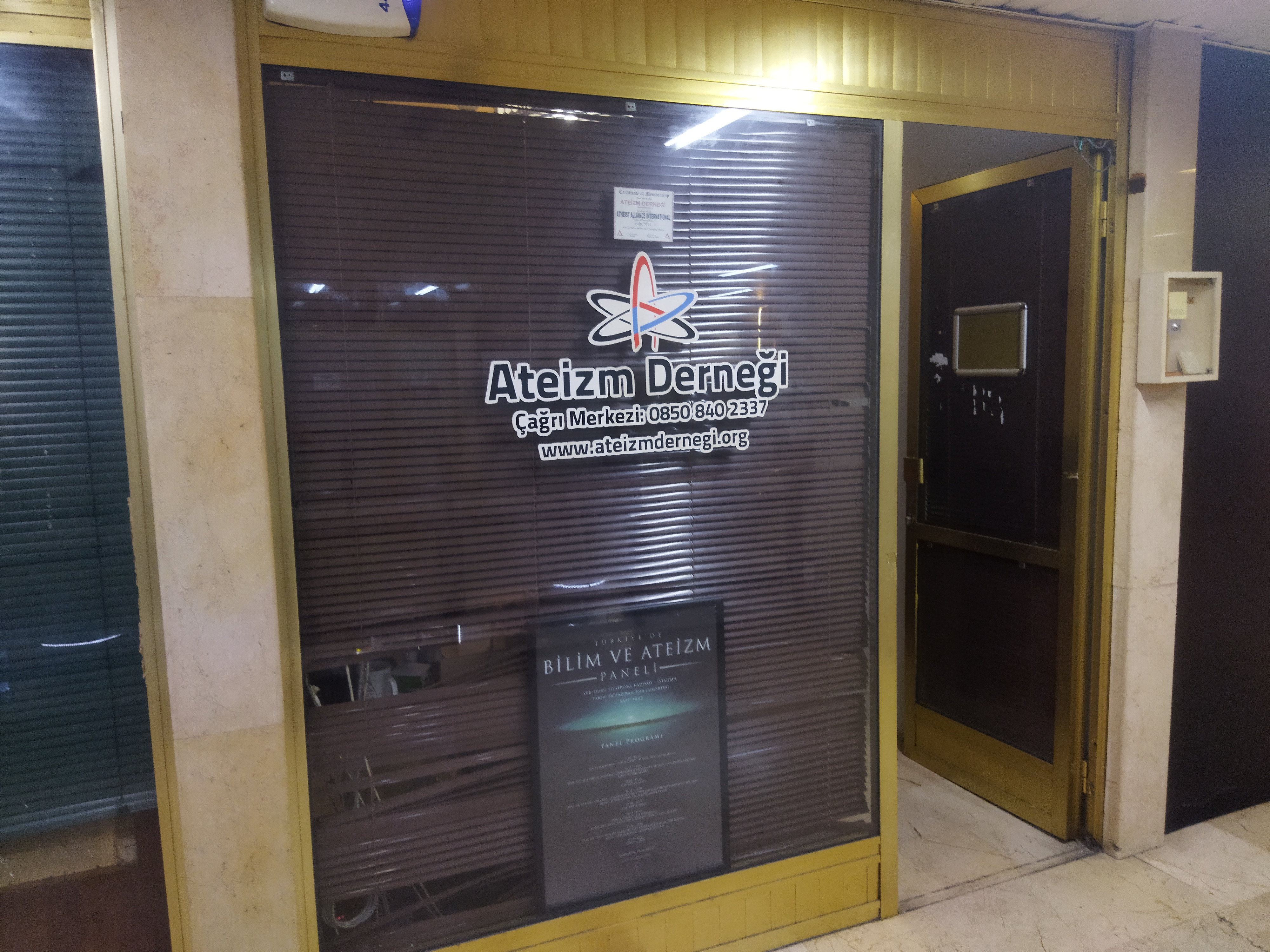
Istanbulská pobočka Ateizm Derneği.

V době založení, 16. dubna 2014, vedla organizaci jedenáctičlenná správní rada, které předsedal Tolga İnci. Jedná se o první právně uznanou tureckou ateistickou organizaci a zároveň jednu z prvních ve světě s muslimskou většinou.
Přímou příčinou vzniku organizace byla poznámka prezidenta Recepa Tayyipa Erdogana, který podněcoval tendence k islamizaci Turecka, a který prohlásil:

„... navzdory [protestům] levičáků, navzdory těm ateistům. Jsou to teroristé“, čímž narážel na své prosazování stavebních plánů navzdory protestům studentů v Ankaře.
Založení sdružení probíhalo byrokraticky hladce, ale sdružení kvůli obtěžování a výhrůžkám instalovalo do svého sídla kamery, zařízení pro nahrávání telefonátů a tísňové tlačítko pro rychlejší spojení s policií.
V roce 2015 se Ateizm Derneği objevil v nizozemském dokumentárním filmu Mezi nevěřícími (rež. Dorothée Forma, 2015), kde s několika jeho členy vedl rozhovor bývalý nizozemský poslanec a předseda Nizozemské humanistické asociace Boris van der Ham.
V roce 2018 se v některých médiích objevily zprávy, že Ateizm Derneği ukončí svou činnost kvůli tlaku na své členy a útokům provládních médií, ale samotný spolek vydal prohlášení, že tomu tak není a že je i nadále aktivní.

## Aktivismus

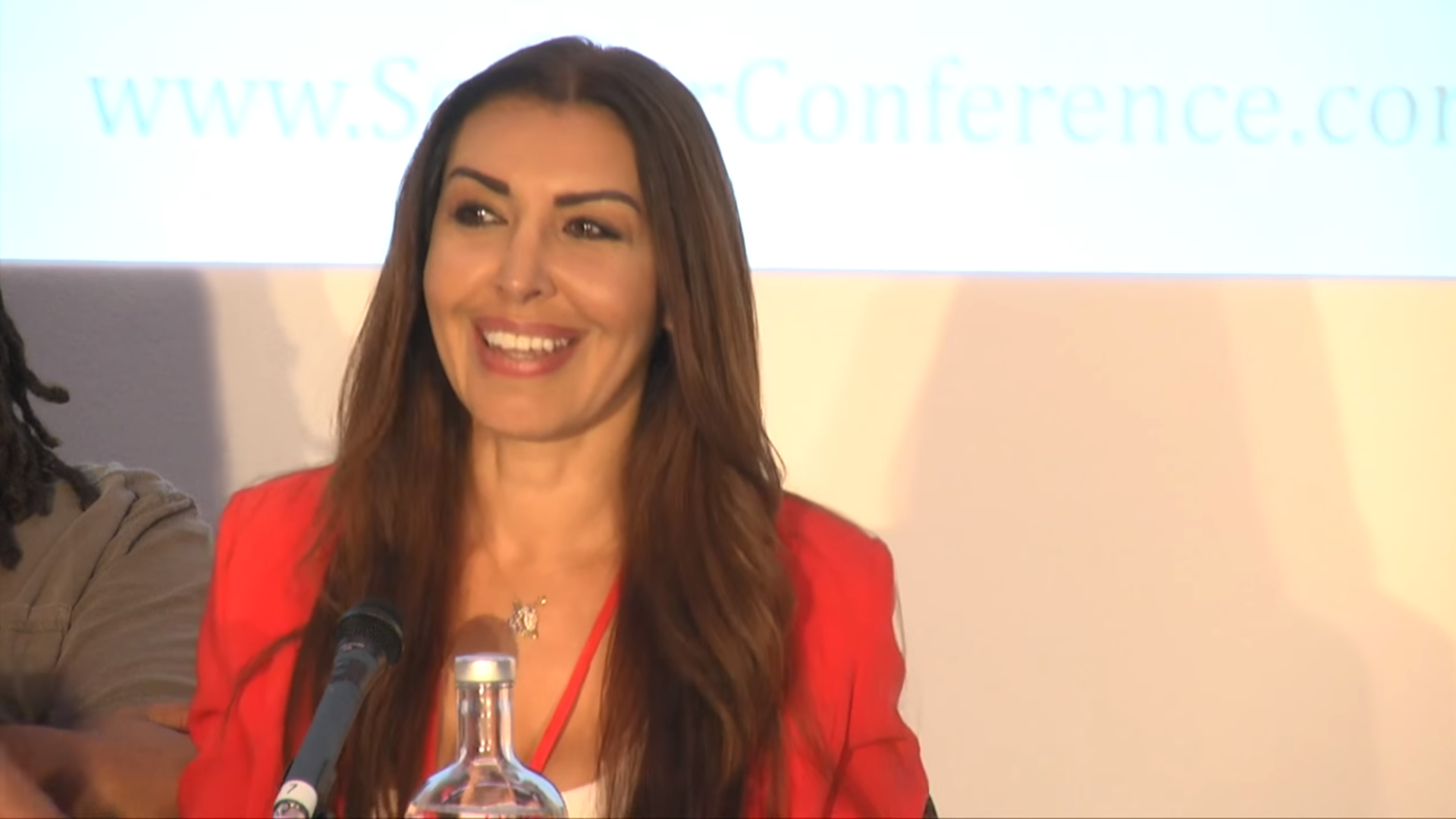
Zehra Pala hovoří na mezinárodní konferenci o svobodném projevu a svědomí v Londýně ve dnech 22. – 24. července 2017

### Problémy menšinových skupin
Na jednání u kulatého stolu s názvem Svoboda víry v Turecku, které uspořádala delegace Evropské unie v Turecku, představili zástupci asociace zprávu s názvem „Naše názory a návrhy v rámci svobody víry v Turecku“, ve které popsali problémy ohledně právního postavení ateistů.

### Náboženství v občanských průkazech
Asociace konstatovala, že sekce náboženství je diskriminační a že by měla být zcela odstraněna z nových průkazů totožnosti. Podle jejich názoru by sekce náboženství měla zůstat prázdná do 18 let věku občana a po té volitelně vyplněna. Novorozenci by neměli být registrováni jako muslimové a v souvislosti s touto otázkou zahájili petiční kampaň.

### Pohřební procedury
Byly vyjádřeny požadavky na zřízení krematorií, vytvoření samostatného hřbitova pro ateisty, na podporu možnosti darování orgánů a těl, a nestrannost při oddělení hřbitovů. Na konci listopadu 2015 byla zahájena petice na adresu metropolitní samosprávy Istanbulu s požadavkem na zřízení krematoria s argumentem, že ne každý chce být pohřben do hrobu a že potřeby těch, kteří chtějí být pohřbeni s kremací by měly být splněny.

### Povinná náboženská výchova
Definice ateismu v učebnici Náboženská kultura a morální znalosti, která se začala používat v devátých ročnících základních škol v Turecku v roce 2014, vyhodnotila asociace jako rozdělování společnosti.

## Reakce a kritika

### Soudní spory a vyšetřování

#### Nihat Hatipoğlu
V srpnu 2014 Nihat Hatipoğlu, rektor Islámské vědy a technologie na univerzitě Gaziantep, prohlásil, že „Největším otcem ateistů je Satan.“ Ateizm Derneği na něj podalo trestní oznámení za podněcování k nenávisti, nepřátelství a marginalizaci.

Na svou obranu Nihat Hatipoğlu tvrdil, že „má vůči ateistům všeobjímající postoj“. Obžaloba případ zamítla s tím, že prohlášení byla namířena proti myšlenkám, a nikoli proti jednotlivcům.

#### Mustafa Askar
V červnu 2016 Ateizm Derneği poukázala na slova teologa Mustafy Aşkara v pořadu Ramadan Joy vysílaném na TRT (Turecká rozhlasová a televizní společnost), který popisoval ty, kteří se nemodlí, jako zvířata. Asociace na něj podala trestní oznámení, ve kterém uvedla, že proti otevřeně podněcoval nenávist a nepřátelství vůči ateistům.

#### Žaloby na Ateizm Derneği
V souladu s článkem 216 tureckého trestního zákoníku probíhá proti některým členům sdružení různá vyšetřování a soudní spory.[6]

V roce 2015 byly podány dvě žaloby na Tolgu İnciho. Jednalo se o obvinění z urážky tureckého prezidenta a obvinění z urážky náboženství.

#### Zablokování webových stránek
2. března 2015 byla rozhodnutím soudu webová stránka Ateizm Derneği zablokována, protože „uráží lidi zmínkami o hodnotách, které jsou podle náboženství považované za posvátné, hodnotách, kterým věří určitá část veřejnosti a tím je veřejně ponižována, a akce (asociace) mají povahu narušující veřejný mír“.

### Reakce v tisku
Publicista Ahmet Hakan z předního tureckého deníku Hürriyet uvedl, že „pokud platí svoboda vyznání, platí zde také svoboda nevěřit. Že ateisté mohou být organizováni stejně jako jsou organizováni věřící, a že ti, kteří důvěřují svému přesvědčení, by neměli váhat.“
Islámský deník Milli Gazete psal, že v tomto sdružení bude probíhat „propaganda bezbožnosti“, že je to urážka islámu pod „státní záštitou“, že „jejich cílem bylo otrávit muslimské mysli“.
Extrémně pravicový islámský deník Yeni Akit uvedl, že (členové asociace) pro petici za zřízení krematoria „umírají touhou shořet“.

### Asociace Šaría
V roce 2015 byla jako reakce na vznik Ateizm Derneği založena asociace Šaría. Její zakladatel, Recep Çalışkan, prohlásil: „Ani muslimové nevědí, co znamená šaría. Abychom to vysvětlili, založili jsme asociaci Šaría. ... Dalším účelem našeho založení tohoto sdružení je boj proti antiislámským skupinám.“.

## Uznání a ocenění
Ateizm Derneği byla v červnu 2014 uznána Evropskou unií jako reprezentativní organizace tureckých ateistů.
V roce 2017, v Das COMEDIA Theater v Kolíně na Rýnem v Německu, získalo sdružení cenu Sapio Award udělovanou Mezinárodní ligou nevěřících a ateistů za to, že jako první organizace na Blízkém východě hájí práva ateistů.